# Pedro Paterno
Pedro Alejandro Paterno y de Vera-Hidalgo (17 de febrero de 1857-26 de abril de 1911) fue un autor filipino cuyas principales obras fueron el poemario Sampaguitas, la novela de costumbres filipinas Nínay y el opúsculo Pacto de Biak-na-Bató, publicado en 1910.
Contemporáneo de José Rizal, Pedro Paterno nació en Manila el 17 de febrero de 1857. Comenzó sus estudios en la Escuela Municipal dirigida por los Padres Jesuitas, y cursó la segunda enseñanza cuando este centro docente cambió su nombre por el Ateneo Municipal. En 1871 recibió el título de Bachiller en Artes, y en este mismo año se embarcó para España. Estudió en la Universidad de Salamanca las carreras de Filosofía, Teología y Cánones, además de la carrera de Derecho que terminó en la Universidad de Madrid, donde recibió el título de Doctor en Derecho Civil y Canónico en 1880. Vivió más de veinte años en Madrid, donde publicó su única colección de versos, Sampaguitas, en 1880, y una novela titulada Ninay en 1885. Publicó otros ensayos como El problema político de Filipinas, Los Itas, El cristianismo en la antigua civilización tagala, El barangay, etc. En 1893, además, fue nombrado caballero de la Orden de Isabel la Católica.
En 1894 regresó a Filipinas y tomó el cargo de Director del Museo-Biblioteca del archipiélago. Fue uno de los sospechosos de complicidad en el estallido de la Revolución de 1896, aunque tuvo la fortuna de no sufrir ninguna represalia por las autoridades coloniales españolas.
Durante el mando del general Fernando Primo de Rivera, negoció con Emilio Aguinaldo y los principales jefes revolucionarios el memorable Pacto de Biak-na-Bató. Se unió a las fuerzas del nuevo impulso independentista siendo elegido presidente del Congreso de Malolos, y más tarde presidente del Consejo de Ministros de la posteriormente extinguida República Filipina. Hecho prisionero por los estadounidenses en Benguet, fue trasladado en principio a San Fernando de La Unión, y más tarde a Manila, donde permaneció recluido hasta que se dictó la primera amnistía. Elegido miembro de la primera Asamblea Nacional de Filipinas, estuvo presente en la sesión inaugural del 16 de octubre de 1907.
Tras la retirada de los españoles y la ocupación estadounidense, Paterno dio apoyo a los segundos, al tiempo que se mostraba agradecido a España por los aspectos positivos de la colonización, todo ello como fundador y editor del periódico nacionalista "La Patria". Tras contraer el cólera, Pedro Paterno murió en Manila a consecuencia de esta enfermedad el 26 de abril de 1911, a la edad de 54 años.